# Dan (lud)
Dan (nazywani także Gio i Jakuba) – grupa etniczna z rodziny ludów Mande zamieszkująca górzyste, zachodnie obrzeża Wybrzeża Kości Słoniowej i sąsiednie obszary Liberii. Mniejsze skupiska ludności Dan mieszkają także w Gwinei. Język dan należy do południowej gałęzi podgrupy językowej mande w ramach rodziny języków nigero-kongijskich. Ich populację szacuje się na blisko 1,7 miliona.

## Kultura
Dan słynie ze swoich tradycyjnych masek.

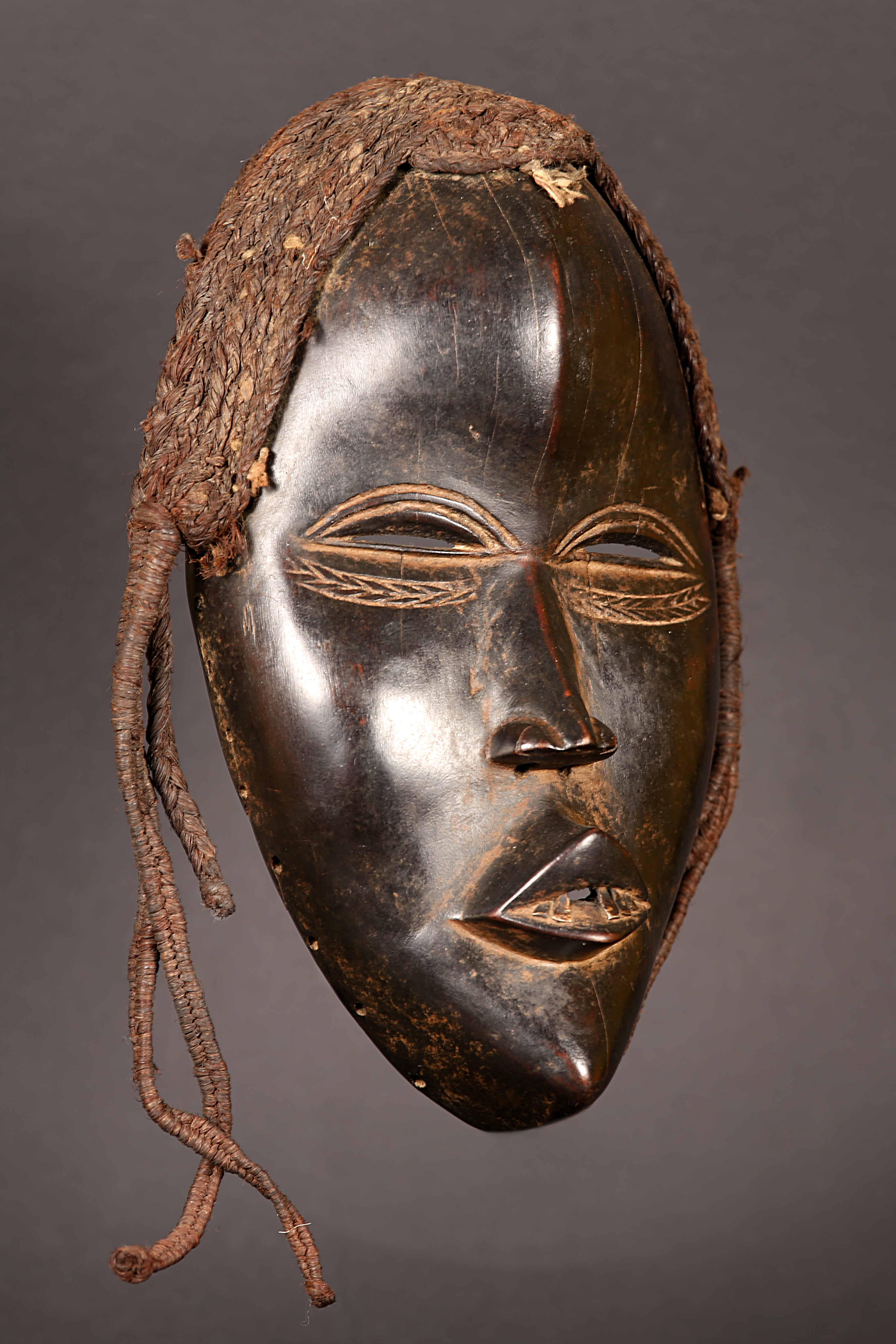
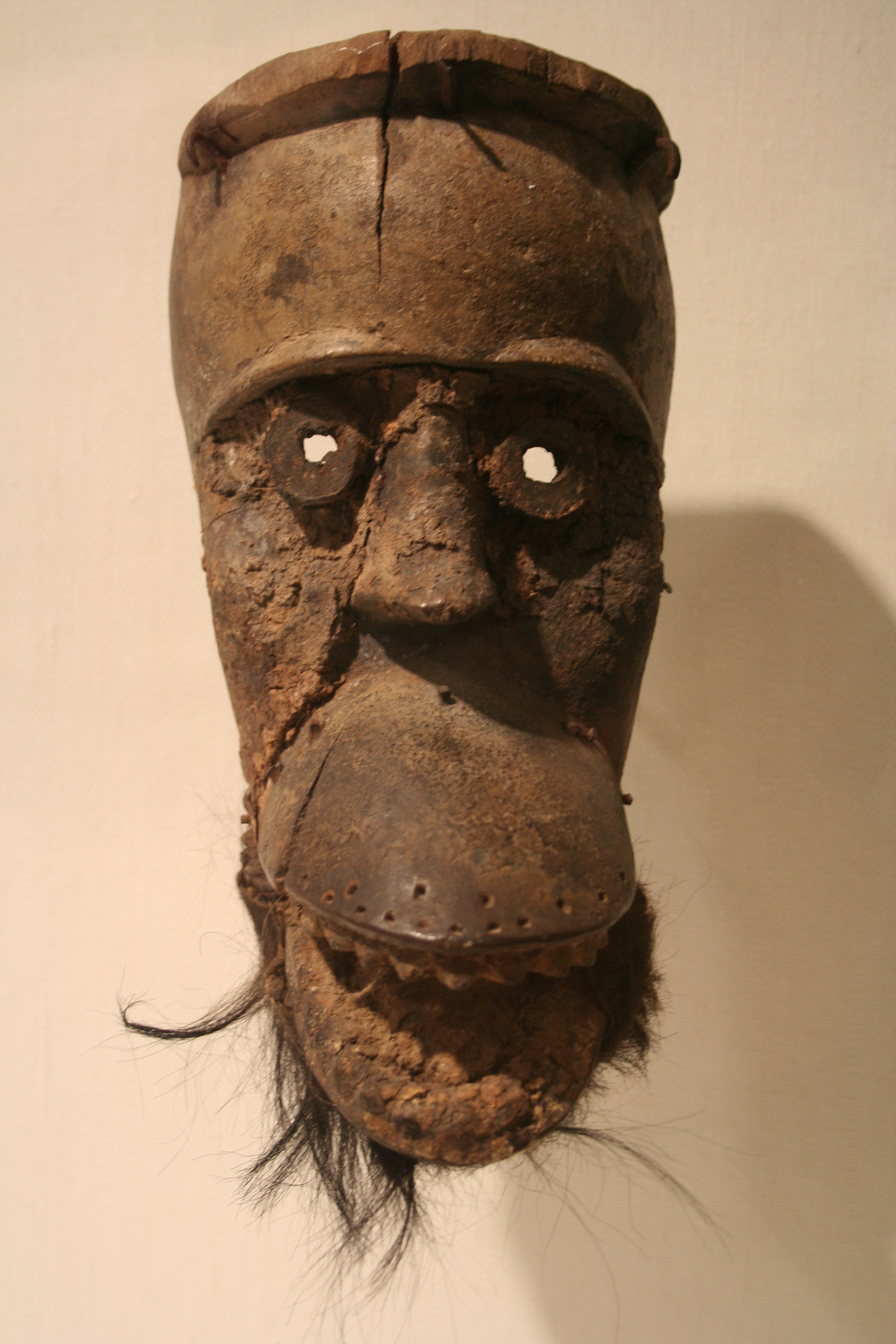
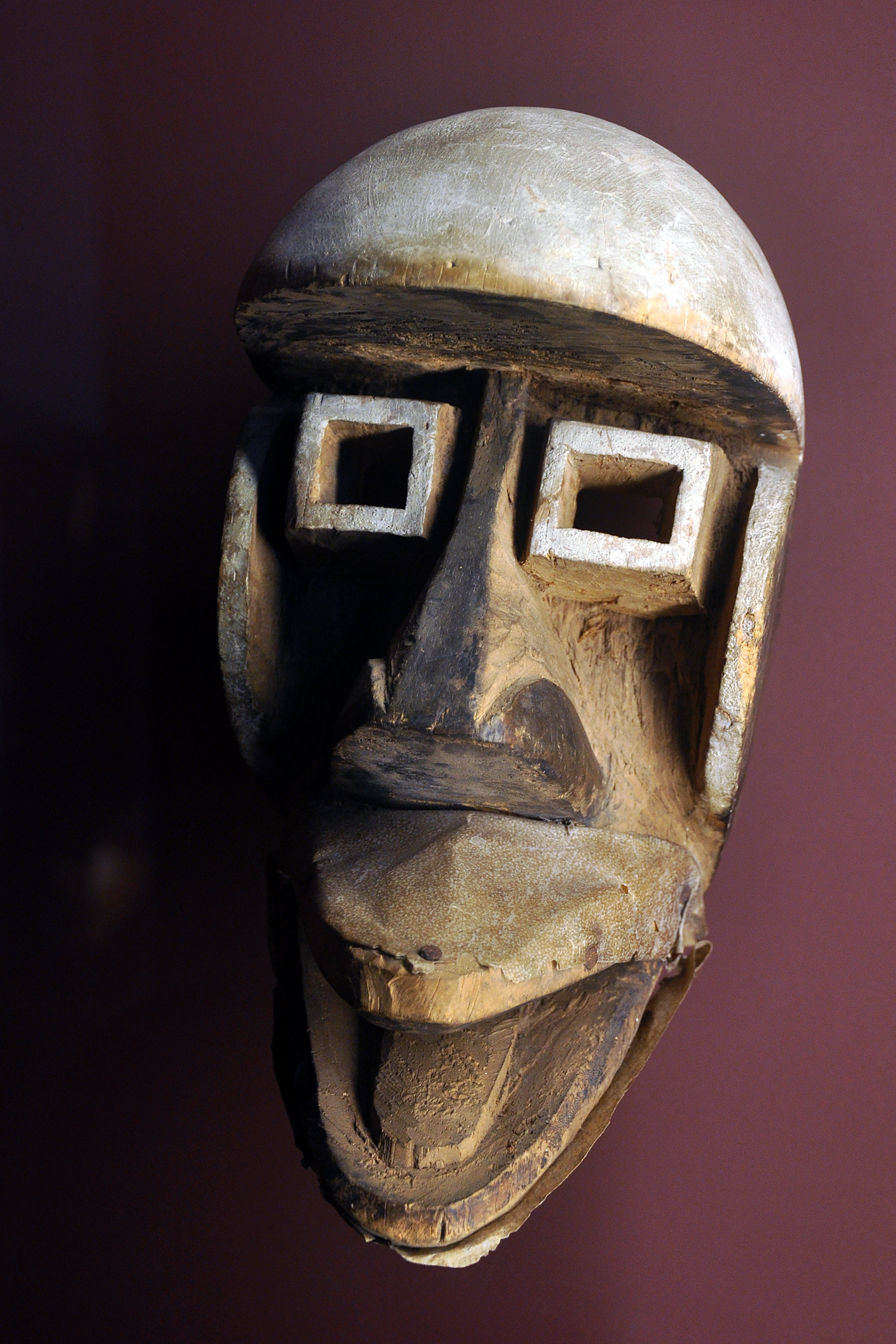
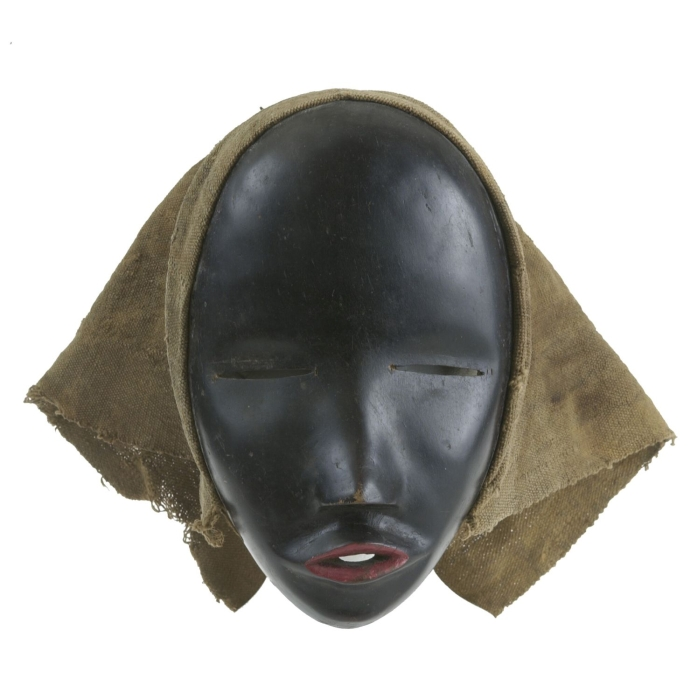
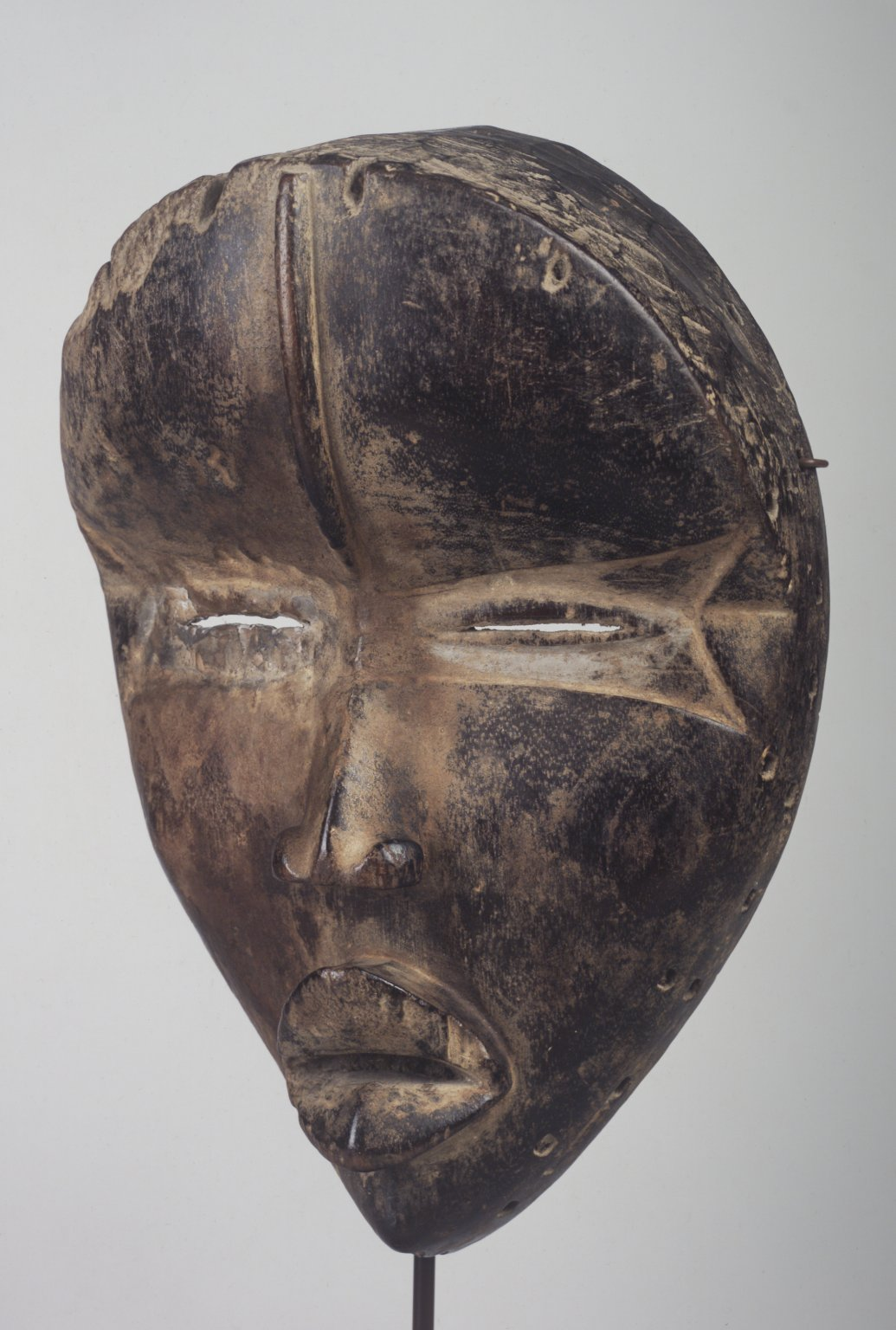